# Rapport Liikanen
Le Rapport Liikanen ou « Rapport de la commission d’experts européens sur la réforme bancaire » (appelé groupe Liikanen) est un ensemble de recommandations publiées en octobre 2012 par un groupe d’experts européens dirigé par Erkki Liikanen, Gouverneur de la Banque de Finlande, et, à ce titre, membre du conseil des Gouverneurs de la BCE.

## Constitution et objectifs
Le groupe Liikanen a été formé sur le modèle de la Commission bancaire indépendante du Royaume-Uni, dite « Commission Vickers » : ce groupe de travail a été établi par Michel Barnier en février 2012 pour étudier la faisabilité de réformes structurelles destinées à renforcer la stabilité et l’efficience du secteur bancaire européen dans son ensemble. À terme, le Rapport Liikanen devrait servir de base à la rédaction de nouvelles directives communautaires et/ou de projets de loi nationaux destinés à assainir le paysage bancaire.

## Le “groupe Liikanen”
Les membres de comité consultatif ad hoc présidé par E. Liikanen, connu sous le nom de “groupe Liikanen” ont été sélectionnés parmi les meilleurs experts européens sur la base de leurs compétences techniques.
Le comité se compose de :
Erkki Liikanen, chairman dudit comité, gouverneur de la Banque de Finlande et membre du directoire de la BCE
Hugo Bänziger, enseignant-chercheur à la London School of Economics et au Lee Kwan Yew Institute for Public Policy and membre du directoire d’Eurex. M.. Bänziger est un citoyen Suisse
José Manuel Campa, diplômé d’Harvard, enseignant-chercheur à l’IESE Business School de l’Université de Navarre
Louis Gallois, ancien élève d’HEC Paris, ancien dirigeant d’EADS
Monique Goyens, directrice du B.E.U.C., association de défense des droits des consommateurs européens basée à Bruxelles
Jan Pieter Krahnen, doyen du département de finance d’entreprise à l’Université Goethe de Francfort
Marco Mazzucchelli, diplômé de l’Université Bocconi, enseignant-chercheur au MIT Sloan School of Management et ancien directeur des activités de marché de la Royal Bank of Scotland
Alessandro Profumo, diplômé de l’Université Bocconi, ancien directeur général de la banque Unicredit
Carol Sergeant, chargé de la simplification des produits d’épargne (“steering group charged with devising financial products that can easily be understood by retail consumers”) au sein du ministère des finances britannique
Zdenek Tuma, directeur de KPMG et ancien Gouverneur de la banque centrale de République tchèque (Banque nationale tchèque)
Herman Wijffels, enseignant-chercheur à l’Université d’Utrecht, expert en finance équitable, et ancien directeur général du groupe mutualiste Rabobank.

## Vers un renforcement de la régulation bancaire?
Depuis le déclenchement de la crise de la dette dans la zone euro, un nombre grandissant d’experts en matière de régulation financière recommandent l’adoption de réformes structurelles profondes- notamment en France où les économistes du World Pensions Council (WPC) et du CJD  estiment, qu’au-delà de simples dispositions legislatives et règlementaires nationales, il convient d’adopter une grande loi-cadre européenne inspirée du Glass-Steagall Act permettant de limiter les nombreux risques de conflit d'intérêts et d’abus de position dominante inhérents à tout oligopole faiblement régulé,.
Ce point de vue s'est développé à la faveur de la « Crise du Libor » au cours de l'été 2012, les éditorialistes du Financial Times au Royaume-Uni appelant désormais à l'adoption rapide d'un « Glass Steagall II »  paneuropéen.
En juillet 2012, l'ex-patron de Citigroup, Sandy Weill, s'est également prononcé en faveur d'une séparation entre les banques d'investissement et les banques de dépôts aux États-Unis. Cette déclaration a été d'autant plus remarquée que Sandy Weill avait été, sous la présidence de Bill Clinton, un des éléments les plus actifs prônant l'abrogation des dernières barrières du Glass-Steagall Act.

## Publication de la version finalisée le 2 octobre 2012
La version finalisée du rapport a été publié un peu plus tard que prévu, le 2 octobre 2012.
Les dispositions réglementaires préconisées associent des concepts juridiques issus à la fois de la loi-cadre américaine dite Dodd–Frank Wall Street Reform and Consumer Protection Act et, de façon plus marquée, du rapport de la Commission Vickers britannique- notamment pour ce qui a trait à la stricte compartimentation ou “ring-fencing” des capitaux alloués aux activités de marché pour compte propre et pour compte de tiers: “le trading devra avoir son propre capital, ce qui signifie qu’il prospèrera ou échouera par ses propres moyens, et que [sa faillite éventuelle] ne pourra pas, du moins en théorie, faire sombrer les opérations classiques de banque de détail. L’idée étant de sanctuariser l’argent des contribuables et des épargnants en évitant d’avoir recours à l’avenir aux ressources publiques pour renflouer les éventuels ‘trous’ dans le bilan comptable des traders”.
Le rapport Liikanen préconise également un meilleur alignement de la rémunération à court/moyen terme des dirigeants avec l’intérêt national et l’intérêt des entreprises du secteur bancaire sur longue période, notamment en augmentant sensiblement la part de leur revenu variable ou “bonus” composée d’obligations longues émises par les banques qu’ils dirigent, “ce qui aurait pour conséquence de réduire à néant les bonus en question si les profits à court termes finissent par engendrer des pertes [sur les exercices ultérieurs]”.